# قرار مجلس الأمن التابع للأمم المتحدة رقم 1858
قرار مجلس الأمن التابع للأمم المتحدة رقم 1858 المتخذ بالإجماع في 22 ديسمبر 2008.

## القرار
تأكيدا على ضرورة أن يواصل المجتمع الدولي دعمه لتوطيد السلام والتنمية الطويلة الأجل في بوروندي، قرر مجلس الأمن تمديد ولاية مكتب الأمم المتحدة المتكامل في بروروندي، لمدة عام واحد حتى 31 كانون الأول / ديسمبر 2009.
من خلال اتخاذ القرار 1858 (2008) بالإجماع، شدد المجلس على أهمية دعم مكتب الأمم المتحدة المتكامل في بوروندي للانتخابات في عام 2010، والعدالة الانتقالية، وعملية نزع سلاح المقاتلين السابقين وتسريحهم وإعادة إدماجهم، بالتنسيق مع حكومة بوروندي والأمم المتحدة ولجنة بناء السلام.
وبموجب النص، حث المجلس الحكومة وقوات التحرير الوطنية المعارضة (باليبهوتو - قوات التحرير الوطنية) على بذل كل جهد ممكن لتنفيذ الاتفاقات التي توصلوا إليها في 4 كانون الأول / ديسمبر 2008 قبل 31 كانون الأول / ديسمبر 2008 لإنجاز المرحلة الأخيرة من عملية السلام.
وأعرب المجلس عن قلقه بشكل خاص إزاء استمرار العنف الجنساني في البلد، وحث الحكومة على اتخاذ الخطوات اللازمة لمنع المزيد من الانتهاكات وضمان تقديم المسؤولين عنها إلى العدالة. وطالب حزب باليبوتو - قوات التحرير الوطنية والجماعات المسلحة الأخرى بالإفراج عن جميع الأطفال المرتبطين بهم فوراً ودون قيد أو شرط.